# Projecte Artístic Comunitari de l'Antic Teatre
El Projecte Artístic Comunitari de l’Antic Teatre és un projecte de l'Antic Teatre amb la gent gran dels barris de Sant Pere, Santa Caterina i la Ribera, que respon a la creença en la necessitat de democratitzar la cultura promovent processos en clau participativa i proporcionant eines expressives i condicions tècniques de qualitat.

## Història i metodologia
El Projecte Artístic Comunitari de l'Antic Teatre es va crear a finals de 2011 a l’Antic Teatre de Barcelona, un espai de Cultura de Base que aposta per un model on l’arrelament a la comunitat té un paper fonamental i vertebrador.
Entre 2011 i 2016, sota la direcció d’Isabel Ollé i Quim Cabanillas, el projecte rebia el nom de Ritme en el temps i consistia en una sèrie de tallers de dansa i un parell de mostres a l’any.
El projecte, que compromet els participants a una sessió d'assaig setmanal i dues exhibicions anuals, va entrar en la seva etapa de consolidació l'any 2017, quan Marta Galán Sala va prendre el relleu de la direcció del projecte. A partir de 2019, va comptar amb Montserrat Iranzo i Domingo a la codirecció.
Marta Galán Sala va optar per introduir les dramatúrgies postdramàtiques com a llenguatge compositiu, així com una perspectiva política. Va implementar, a més, una metodologia que denomina "arqueologia del quotidià", en què el relat de vida es genera a partir de l’objecte. Es tracta de teatre documental en primera persona, amb testimonis que aporten objectes personals, fotografies i anècdotes per tal d’historiar-les i oferir-nos relats encarnats que conviden a l’empatia i a la presa de consciència.
Els temes que articulen l’imaginari del grup són, entre altres, la memòria històrica, el gènere, la classe i el binomi vellesa-bellesa.

## Espectacles i mostres obertes
Els espectacles del Projecte Artístic Comunitari de l'Antic Teatre són concebuts com a mostres del procés obertes a públic.
La Bellesa (2017) posava en relació el concepte de bellesa amb els cossos prenyats de temps i quotidianitat de  les quatre veïnes que hi van participar. La dramatúrgia, confegida a partir de narracions biogràfiques, accions i materials de vídeo, explicava la història des de la perspectiva de les persones que han tingut cura de la vida, enfront dels relats oficials tendents a l’èpica i a l’exaltació de la moral dels guerrers. Ja en aquest primer muntatge el procés es va basar en el mètode anomenat arqueologia del quotidià, que indaga en la memòria a partir de la narració de diferents relats de vida associats a una sèrie d’objectes personals.
Rebomboris (2018), espectacle estrenat a La Bonne com a resultat del projecte Xarxa de Cures ahir i avui —dins el programa municipal ART i PART—, amb Marta Vergonyós a la codirecció i diferents col·lectius en escena, explorava l’ètica de la cura des d’una perspectiva de gènere. Denunciava no només la tendència global a la importació de la cura, sinó també la lògica d’un sistema que, en comptes de buscar l’origen social del dolor, hipermedica les cuidadores. L’espectacle, vitalista i heterodox —tota una festa reivindicativa— palesava que les nostres vides estan interrelacionades i que l’exercici de la llibertat depèn de la manera com ens reconeixem.
Souvenirs (2019) abordava la postguerra i els efectes de la repressió nacionalcatòlica a través dels relats encarnats dels nou performers. Mitjançant la metodologia de l'arqueologia del quotidià, vehiculava la denúncia d’un sistema, el nacionalcatòlic, que va suposar una «aniquilació moral premeditada» en les persones que integren el grup.
A Les vedettes (2022) el ball adquiria una importància cabdal, com a fil conductor i també en termes de performance escènica. Els dotze participants van ocupar l’escenari amb la voluntat de compartir vivències i d'establir una xarxa de suport mutu.
L’última mostra del col·lectiu, La tempesta i la fúria (2023), va suposar un canvi de rumb: deixant de banda els relats de vida, els performers van diluir les seves individualitats per conformar un cor que dialogava en clau intergeneracional amb joves nouvinguts. Aquesta va ser la darrera performance realitzada sota la coordinació de Galán i Iranzo, que han deixat el projecte en mans de Semolina Tomic, la directora de l’Antic Teatre, en la creença que el millor que li pot passar al grup és experimentar amb diferents creadors i formats.

## Premis
El Projecte Artístic Comunitari de l’Antic Teatre va obtenir el Premi Maria José Ragué 2022 per la seva aportació al feminisme des de la pràctica escènica.

## Publicacions associades
El llibre Deixar de prendre 4 pastilles (Neret Edicions, 2022), d’autoria col·lectiva, homenatja els deus anys de trajectòria del projecte.
Els textos de tres de les mostres —La bellesa, Souvenirs i Les vedettes— estan recollits dins el volum Dramatúrgies polítiques (2011-2022) de Marta Galán Sala (Neret Edicions, 2024), pel qual la creadora va ser mereixedora del Premi Ciutat de Barcelona 2024 en la categoria d’Educació i Cultura.